# 森下町 (名古屋市)
森下町（もりしたちょう）は、愛知県名古屋市東区および北区の地名。

## 歴史

### 地名の由来
片山八幡神社北方にあった足軽屋敷を森下組と称したことに由来する。

### 沿革
- 明治初年 - 春日井郡大曽根村の一部により、同郡森下町として成立[1]。
- 1880年（明治13年）
  - 2月5日 - 西春日井郡成立に伴い、同郡森下町となる[1]。
  - 11月6日 - 名古屋区森下町となる[1]。
- 1889年（明治22年）10月1日 - 名古屋市成立に伴い、同市森下町となる[1]。
- 1908年（明治41年）4月1日 - 東区成立に伴い、同区森下町となる[1]。
- 1946年（昭和21年）4月15日 - 一部が北区に編入され、同区森下町が成立[1][6]。
- 1980年（昭和55年）2月10日 - 東区森下町の一部が同区徳川二丁目に編入される[1]。
- 1981年（昭和56年）
  - 9月13日 - 東区森下町の一部が同区東大曽根町に編入される[7]。
  - 9月20日 - 全域が北区大曽根二丁目に編入され、廃止[1][6]。

## 交通
- 名鉄瀬戸線森下駅